# Bekegem
Bekegem är en ort i Belgien.   Den ligger i provinsen Västflandern och regionen Flandern, i den västra delen av landet, 100 kilometer väster om huvudstaden Bryssel. Bekegem ligger 14 meter över havet och antalet invånare är 1 073.
Terrängen runt Bekegem är platt. Runt Bekegem är det tätbefolkat, med 286 invånare per kvadratkilometer.. Närmaste större samhälle är Brygge, 13,6 kilometer öster om Bekegem. 
Trakten runt Bekegem består till största delen av jordbruksmark.